# Жуль Амеде Барбе д'Оревільї
Жуль Амеде Барбе д'Оревільї (фр. Jules Amédée Barbey d'Aurevilly; 2 листопада 1808, Сен-Совер-ле-Віконт, департамент Манш — 23 квітня 1889, Париж) — французький письменник і публіцист.

## Біографія
Народився і виріс в Нормандії. Батько з селянського роду, 1765 року він купив собі дворянство. Мати походила зі старої нормандської аристократії. Виховувався в католицькому дусі. Окрім Жуля в родині було ще троє молодших синів. Навчався в колежі в містечку Валонь. З 1818 року жив у свого дядька. Дядько, на відміну від батьків, мав ліберальні погляди й сприяв інтелектуальній та моральній емансипації Жуля Барбе д'Оревільї. 1823 року Жуль написав свій перший літературний твір — елегію «Героям Фермопіл», яка згодом була опублікована.
В Парижі вивчав право, 1832 року захистив дисертацію. З 1833 року остаточно влаштувався в Парижі, вів життя денді, зловживав алкоголем і наркотиками. 1846 року пережив релігійну кризу, повернувся до католицизму. Співпрацював у щоденній газеті «Конститюсьоннель», публікував політичні фейлетони, поділяв монархічні погляди, присвятив велике есе Жозефу де Местру. Паралельно вів хроніку моди.
1857 року Барбе д'оревільї активно підтримав Бодлера, коли тому загрожував суд за звинуваченням в образі суспільної моральності; 1874 року, після виходу в світ збірки «Диявольські новели», подібний процес погрожував йому самому. При облозі Парижа під час франко-прусської війни записався в Національну гвардію.
Останні роки життя провів на самоті, у вузькому колі близьких йому людей: Леона Блуа, Поля Бурже, Гюїсманса, Рашильд.
Помер 1889 року в Парижі. Був похований на цвинтарі Монпарнас, 1926 року прах було перенесено в замок Сен-Совер-ле-Віконт.

## Переклади українською
Чортовиння. Переклала Євгенія Рудинська. Київ, Сяйво, 1929.
Кармазинова завіска. Львів, газета Діло, з 14 січня 1934.

## Твори

### Романи
- Une vieille maîtresse, 1851
- L'Ensorcelée95, 1852
- Le Chevalier Des Touches, Paris, Alphonse Lemerre, 1879
- Un prêtre marié, 1865
- Une histoire sans nom, 1882
- Ce qui ne meurt pas, 1884

### Новели
- Le Cachet d'onyx, composé en 1831
- Léa, 1832
- L'Amour impossible, 1841
- La Bague d'Annibal, 1842
- Le Dessous de cartes d'une partie de whist, 1850
- Le Plus Bel Amour de Don Juan, 1867
- Une page d'histoire, 1882
- Les Diaboliques, 1874 (збірка новел)

### Поезія
- Ode aux héros des Thermopyles, 1825
- Poussières, 1854
- Amaïdée, 1889
- Rythmes oubliés, 1897

### Есе і літературна критика
- Du Dandysme et de Georges Brummel, 1845
- Les Prophètes du passé, 1851
- Les Œuvres et les hommes 1860—1909
- Les Quarante Médaillons de l'Académie, 1864 ; texte sur wikisource
- Les Ridicules du temps, 1883
- Pensées détachées, Fragments sur les femmes, 1889
- Polémiques d'hier, 1889
- Dernières Polémiques, 1891
- Goethe et Diderot, 1913

### Мемуари, листування
- Correspondance générale (1824—1888), 9 volumes de 1980 à 1989
- Memoranda, Journal intime 1836—1864
- Disjecta membra (cahier de notes) La Connaissance 1925.
- Omnia (cahier de notes) Grasset 2008.